# Иосса, Григорий Андреевич
Григорий Андреевич Иосса (24 января [5 февраля] 1804, Богословск, Пермская губерния — 27 июля [8 августа] 1874, Санкт-Петербург) — русский горный инженер, генерал-лейтенант (1861), металлург.
Брат горного инженера Александра Иоссы (1810—1894).

## Биография
Родился 24 января (5 февраля) 1804 года в поселении Богословский завод, Пермская губерния, где его отец был управителем завода.
В 1823 году окончил Горный кадетский корпус (лучший выпускник курса, большая золотая медаль). В 1823 году назначен смотрителем Благодатского рудника, а в 1824 году — смотрителем Ильинского золотого прииска. В 1825—1826 годах вместе с горным инженером Л. Архиповым и мастером Сысоевым изготовил изделия (кольца, цепочки, пластинки, проволоку, обручи) из платины, аффинированной по способу Жанетти.
В 1829 году был отправлен для приготовления к профессорскому званию во Фрайберг, в Горную академию, которую окончил в 1832 году. Вернувшись, Иосса занял кафедру металлургии, галлургии и горного искусства в Санкт-Петербургском горном институте и возглавлял её в течение 25 лет.
С 1832 года — профессор Горного кадетского корпуса по кафедре металлургии, преподавал (до 1868) металлургию, галлургию, горное искусство, пробирное искусство.
В 1857—1860 годах был директором Горного департамента в Царстве Польском.
С 1861 по 1867 год — член Совета и Учёного комитета КГИ, с 1867 года и до конца жизни — член Горного совета и Горного учёного комитета Горного департамента.
В 1862 году Бернхард фон Котта опубликовал брошюру «Ungarische und Siebenbürgische Bergorte» с рисунками Г. А. Иоссы.
Скончался 27 июля (8 августа) 1874 года в Санкт-Петербурге. Похоронен на Смоленском лютеранском кладбище, участок № 54.

## Публикации
Автор статей в Горном журнале, в том числе — о разработках месторождений Питкяранты (Карелия). Из его трудов отдельно изданы: «О добывании серы» (СПб., 1856) и «Каменный уголь, огнеупорная глина и серный колчедан Новгородской губернии» (СПб., 1855). Имел награды Российской империи.